# Bunter Prachtkärpfling

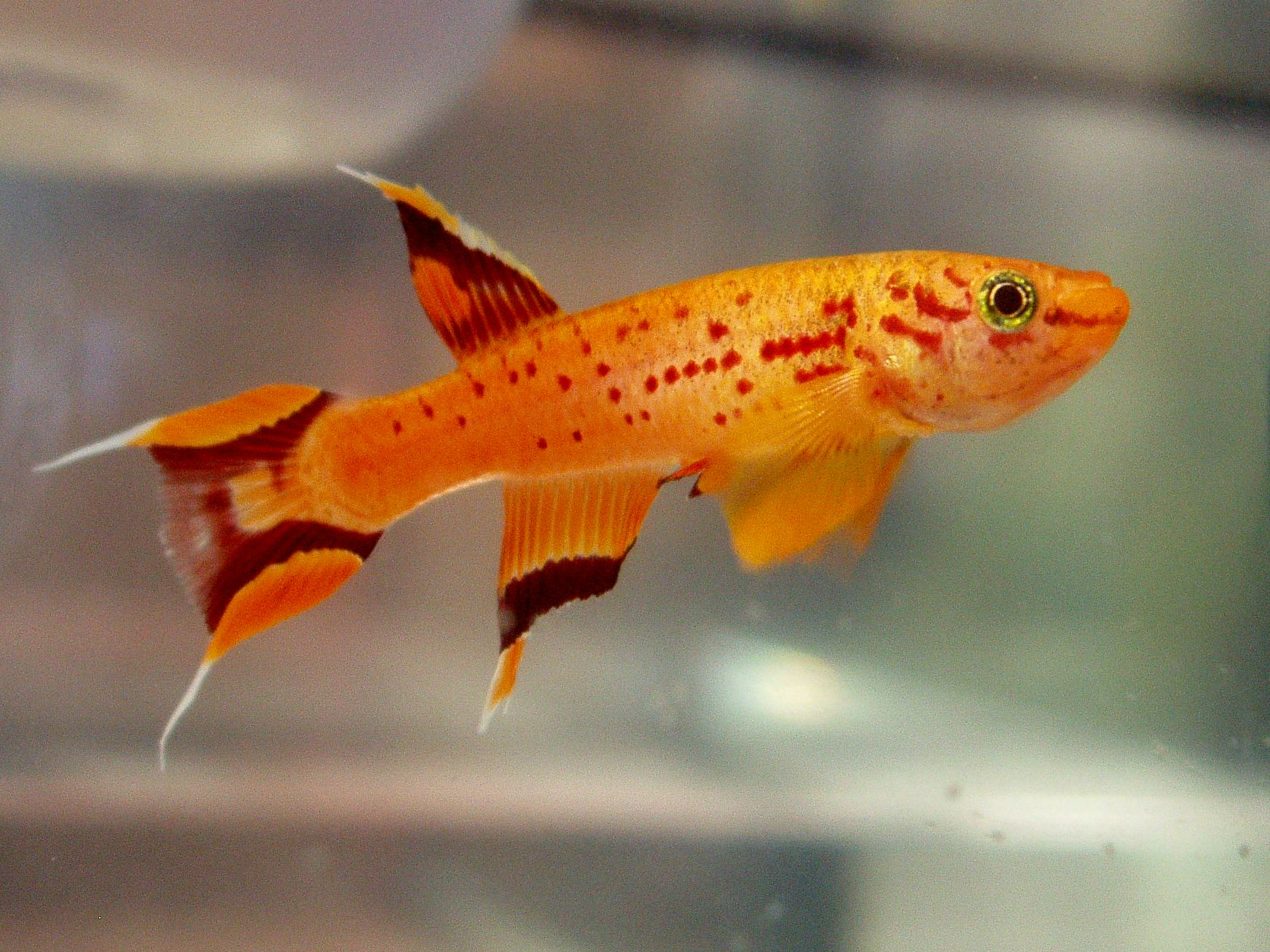
Aphyosemion australe goldene Variante

Der Bunte Prachtkärpfling (Aphyosemion australe) ist auch unter dem Namen Kap Lopez bekannt. Es handelt sich um eine halbanuelle Fischart, deren Eier sich sowohl in Wasser als auch bei Trockenheit entwickeln können. Diese Killifisch-Art gehört zur Familie der Eierlegenden Zahnkarpfen (Cyprinodontidae) und kommt hauptsächlich an der Westküste Afrikas (Gabun) vor. Ein ausgewachsenes Exemplar wird etwa 6 Zentimeter groß und kann ein Lebensalter von drei Jahren erreichen. Der Geschlechtsunterschied ist bei den Männchen durch eine deutliche Färbung und ausgezogene Flossenspitzen zu erkennen. Die Weibchen sind etwas kleiner als die Männchen und haben abgerundete Flossen.
Zwar wurde er erst 1921 von Rachow wissenschaftlich beschrieben, erstmals lebend nach Europa eingeführt wurde er aber bereits 1913 von M. Wolmer. Diese Art wird seit fast hundert Jahren kontinuierlich und in großer Zahl in menschlicher Obhut vermehrt.

## Aquaristik
Der Bunte Prachtkärpfling ist gut geeignet für ein Gesellschaftsaquarium mit friedlichen Fischen. Die Züchtung geschieht am besten in einem 50-l-Becken, im Artenbecken auch ab 20 Liter mit weichem Wasser (0–20 °dH) und bei 22 – 26 °C, guter Bepflanzung und einem dunklen Bodengrund (z. B. Torf) mit vielen Versteckmöglichkeiten und Abschattung. In einem Zuchtansatz von zwei bis drei gut genährten Weibchen und einem Männchen sollte die Fortpflanzung in kurzer Zeit erfolgen. Hierzu verwendet man einen Laichmopp, ein Perlongespinst, in das die Fische gerne die Eier ablegen.